# Ramillies
Ramillies (valonă Ramiêye) este o comună francofonă din regiunea Valonia din Belgia. Comuna este formată din localitățile Ramillies, Autre-Église, Bomal, Geest-Gérompont-Petit-Rosière, Gérompont, Grand-Rosière-Hottomont, Huppaye și Mont-Saint-André. Suprafața totală este de 48,68 km². La 1 ianuarie 2008 comuna avea o populație totală de 5.945 locuitori. 
În timpul Războiului de Succesiune a Spaniei la Ramilles a avut loc o bătălie între trupele franceze și cele anglo-olandeze, bătălie soldată cu o victorie decisivă a armatelor engleze conduse de John Churchill, primul Duce de Marlborough.